# Barrow Creek
Barrow Creek – miejscowość w Australii, w środkowej części Terytorium Północnego, położone przy drodze Stuart Highway, 284 km na północ od Alice Springs. Miejscowość liczy 11 mieszkańców.
Barrow Creek zostało założone w drugiej połowie XIX wieku, pełniąc funkcję stacji telegraficznej, na linii łączącej Adelaide na południu kraju z miastem Darwin na północy. Nazwa miejscowości pochodzi od Johna Henry'ego Barrowa – dziennikarza i polityka.